# Lista planetelor minore/183601–183700
Aceasta este Lista planetelor minore/183601–183700; pentru a naviga prin lista completă vezi Lista planetelor minore.
Pentru ale detalii vezi și Proiect:Astronomie sau Portal:Astronomie.
| Nume     | Denumire provizorie | Data descoperirii | Locul descoperirii | Descoperitor(i) |
| -------- | ------------------- | ----------------- | ------------------ | --------------- |
| 183601 - | 2003 UX57           | 16 octombrie 2003 | Kitt Peak          | Spacewatch      |
| 183602 - | 2003 UQ62           | 16 octombrie 2003 | Anderson Mesa      | LONEOS          |
| 183603 - | 2003 UO73           | 19 octombrie 2003 | Kitt Peak          | Spacewatch      |
| 183604 - | 2003 UK93           | 17 octombrie 2003 | Kitt Peak          | Spacewatch      |
| 183605 - | 2003 UW93           | 18 octombrie 2003 | Kitt Peak          | Spacewatch      |
| 183606 - | 2003 UP102          | 20 octombrie 2003 | Palomar            | NEAT            |
| 183607 - | 2003 UW103          | 20 octombrie 2003 | Palomar            | NEAT            |
| 183608 - | 2003 UV135          | 21 octombrie 2003 | Palomar            | NEAT            |
| 183609 - | 2003 UV160          | 21 octombrie 2003 | Kitt Peak          | Spacewatch      |
| 183610 - | 2003 UL161          | 21 octombrie 2003 | Anderson Mesa      | LONEOS          |
| 183611 - | 2003 UH175          | 21 octombrie 2003 | Anderson Mesa      | LONEOS          |
| 183612 - | 2003 UG179          | 21 octombrie 2003 | Socorro            | LINEAR          |
| 183613 - | 2003 UP201          | 21 octombrie 2003 | Socorro            | LINEAR          |
| 183614 - | 2003 UJ203          | 21 octombrie 2003 | Kitt Peak          | Spacewatch      |
| 183615 - | 2003 UE204          | 21 octombrie 2003 | Kitt Peak          | Spacewatch      |
| 183616 - | 2003 UG213          | 23 octombrie 2003 | Haleakala          | NEAT            |
| 183617 - | 2003 UF218          | 21 octombrie 2003 | Socorro            | LINEAR          |
| 183618 - | 2003 US221          | 22 octombrie 2003 | Kitt Peak          | Spacewatch      |
| 183619 - | 2003 UT229          | 23 octombrie 2003 | Anderson Mesa      | LONEOS          |
| 183620 - | 2003 UQ236          | 23 octombrie 2003 | Anderson Mesa      | LONEOS          |
| 183621 - | 2003 UJ242          | 24 octombrie 2003 | Socorro            | LINEAR          |
| 183622 - | 2003 UO245          | 24 octombrie 2003 | Socorro            | LINEAR          |
| 183623 - | 2003 UE260          | 25 octombrie 2003 | Socorro            | LINEAR          |
| 183624 - | 2003 UG260          | 25 octombrie 2003 | Socorro            | LINEAR          |
| 183625 - | 2003 UZ263          | 27 octombrie 2003 | Kitt Peak          | Spacewatch      |
| 183626 - | 2003 UQ267          | 28 octombrie 2003 | Socorro            | LINEAR          |
| 183627 - | 2003 UM274          | 30 octombrie 2003 | Socorro            | LINEAR          |
| 183628 - | 2003 UR307          | 18 octombrie 2003 | Anderson Mesa      | LONEOS          |
| 183629 - | 2003 UF308          | 19 octombrie 2003 | Kitt Peak          | Spacewatch      |
| 183630 - | 2003 US356          | 19 octombrie 2003 | Kitt Peak          | Spacewatch      |
| 183631 - | 2003 UH375          | 22 octombrie 2003 | Apache Point       | SDSS            |
| 183632 - | 2003 UB383          | 22 octombrie 2003 | Apache Point       | SDSS            |
| 183633 - | 2003 US402          | 23 octombrie 2003 | Apache Point       | SDSS            |
| 183634 - | 2003 US403          | 23 octombrie 2003 | Apache Point       | SDSS            |
| 183635 - | 2003 UF413          | 24 octombrie 2003 | Apache Point       | SDSS            |
| 183636 - | 2003 VV             | 5 noiembrie 2003  | Socorro            | LINEAR          |
| 183637 - | 2003 VW8            | 15 noiembrie 2003 | Kitt Peak          | Spacewatch      |
| 183638 - | 2003 WC24           | 19 noiembrie 2003 | Kitt Peak          | Spacewatch      |
| 183639 - | 2003 WO24           | 20 noiembrie 2003 | Socorro            | LINEAR          |
| 183640 - | 2003 WR35           | 19 noiembrie 2003 | Socorro            | LINEAR          |
| 183641 - | 2003 WU45           | 16 noiembrie 2003 | Kitt Peak          | Spacewatch      |
| 183642 - | 2003 WA55           | 20 noiembrie 2003 | Socorro            | LINEAR          |
| 183643 - | 2003 WF56           | 20 noiembrie 2003 | Socorro            | LINEAR          |
| 183644 - | 2003 WX59           | 18 noiembrie 2003 | Kitt Peak          | Spacewatch      |
| 183645 - | 2003 WP60           | 18 noiembrie 2003 | Palomar            | NEAT            |
| 183646 - | 2003 WR63           | 19 noiembrie 2003 | Kitt Peak          | Spacewatch      |
| 183647 - | 2003 WU63           | 19 noiembrie 2003 | Kitt Peak          | Spacewatch      |
| 183648 - | 2003 WY66           | 19 noiembrie 2003 | Kitt Peak          | Spacewatch      |
| 183649 - | 2003 WX67           | 19 noiembrie 2003 | Kitt Peak          | Spacewatch      |
| 183650 - | 2003 WG75           | 18 noiembrie 2003 | Kitt Peak          | Spacewatch      |
| 183651 - | 2003 WP89           | 16 noiembrie 2003 | Catalina           | CSS             |
| 183652 - | 2003 WL91           | 18 noiembrie 2003 | Kitt Peak          | Spacewatch      |
| 183653 - | 2003 WK93           | 19 noiembrie 2003 | Anderson Mesa      | LONEOS          |
| 183654 - | 2003 WL94           | 19 noiembrie 2003 | Anderson Mesa      | LONEOS          |
| 183655 - | 2003 WO102          | 21 noiembrie 2003 | Socorro            | LINEAR          |
| 183656 - | 2003 WX108          | 20 noiembrie 2003 | Socorro            | LINEAR          |
| 183657 - | 2003 WX115          | 20 noiembrie 2003 | Socorro            | LINEAR          |
| 183658 - | 2003 WN117          | 20 noiembrie 2003 | Socorro            | LINEAR          |
| 183659 - | 2003 WA120          | 20 noiembrie 2003 | Socorro            | LINEAR          |
| 183660 - | 2003 WL120          | 20 noiembrie 2003 | Socorro            | LINEAR          |
| 183661 - | 2003 WG123          | 20 noiembrie 2003 | Socorro            | LINEAR          |
| 183662 - | 2003 WN126          | 20 noiembrie 2003 | Socorro            | LINEAR          |
| 183663 - | 2003 WR130          | 21 noiembrie 2003 | Socorro            | LINEAR          |
| 183664 - | 2003 WC131          | 21 noiembrie 2003 | Kitt Peak          | Spacewatch      |
| 183665 - | 2003 WR131          | 21 noiembrie 2003 | Palomar            | NEAT            |
| 183666 - | 2003 WL133          | 21 noiembrie 2003 | Socorro            | LINEAR          |
| 183667 - | 2003 WQ133          | 21 noiembrie 2003 | Socorro            | LINEAR          |
| 183668 - | 2003 WM134          | 21 noiembrie 2003 | Socorro            | LINEAR          |
| 183669 - | 2003 WX135          | 21 noiembrie 2003 | Socorro            | LINEAR          |
| 183670 - | 2003 WG138          | 21 noiembrie 2003 | Socorro            | LINEAR          |
| 183671 - | 2003 WO145          | 21 noiembrie 2003 | Socorro            | LINEAR          |
| 183672 - | 2003 WN150          | 24 noiembrie 2003 | Anderson Mesa      | LONEOS          |
| 183673 - | 2003 WO192          | 21 noiembrie 2003 | Socorro            | LINEAR          |
| 183674 - | 2003 XG3            | 1 decembrie 2003  | Socorro            | LINEAR          |
| 183675 - | 2003 XU14           | 13 decembrie 2003 | Socorro            | LINEAR          |
| 183676 - | 2003 XB17           | 14 decembrie 2003 | Palomar            | NEAT            |
| 183677 - | 2003 XJ27           | 1 decembrie 2003  | Socorro            | LINEAR          |
| 183678 - | 2003 XV31           | 1 decembrie 2003  | Kitt Peak          | Spacewatch      |
| 183679 - | 2003 XJ37           | 3 decembrie 2003  | Socorro            | LINEAR          |
| 183680 - | 2003 XR40           | 14 decembrie 2003 | Kitt Peak          | Spacewatch      |
| 183681 - | 2003 YO             | 16 decembrie 2003 | Anderson Mesa      | LONEOS          |
| 183682 - | 2003 YH2            | 18 decembrie 2003 | Socorro            | LINEAR          |
| 183683 - | 2003 YW6            | 17 decembrie 2003 | Socorro            | LINEAR          |
| 183684 - | 2003 YE9            | 16 decembrie 2003 | Kitt Peak          | Spacewatch      |
| 183685 - | 2003 YT11           | 17 decembrie 2003 | Socorro            | LINEAR          |
| 183686 - | 2003 YX13           | 17 decembrie 2003 | Catalina           | CSS             |
| 183687 - | 2003 YX14           | 17 decembrie 2003 | Socorro            | LINEAR          |
| 183688 - | 2003 YU16           | 17 decembrie 2003 | Kitt Peak          | Spacewatch      |
| 183689 - | 2003 YV17           | 16 decembrie 2003 | Catalina           | CSS             |
| 183690 - | 2003 YQ22           | 18 decembrie 2003 | Socorro            | LINEAR          |
| 183691 - | 2003 YZ24           | 18 decembrie 2003 | Socorro            | LINEAR          |
| 183692 - | 2003 YP25           | 18 decembrie 2003 | Socorro            | LINEAR          |
| 183693 - | 2003 YX28           | 17 decembrie 2003 | Kitt Peak          | Spacewatch      |
| 183694 - | 2003 YQ29           | 17 decembrie 2003 | Kitt Peak          | Spacewatch      |
| 183695 - | 2003 YF31           | 18 decembrie 2003 | Socorro            | LINEAR          |
| 183696 - | 2003 YO31           | 18 decembrie 2003 | Socorro            | LINEAR          |
| 183697 - | 2003 YA32           | 18 decembrie 2003 | Kitt Peak          | Spacewatch      |
| 183698 - | 2003 YM32           | 18 decembrie 2003 | Haleakala          | NEAT            |
| 183699 - | 2003 YO32           | 18 decembrie 2003 | Haleakala          | NEAT            |
| 183700 - | 2003 YK36           | 18 decembrie 2003 | Socorro            | LINEAR          |